# Leif Lindblom
Leif Lindblom, född 1967 i Södertälje, är en svensk filmregissör. Han har främst regisserat  TV-serier, men gjorde 2007 sin debut som långfilmsregissör för bio med Solstorm. Filmatiseringen av den första boken i Åsa Larssons serie om åklagaren Rebecka Martinsson.

## Produktioner i urval
- Tv-serien Nudlar och 08:or (okänt antal avsnitt 1996)
- Tv-serien Pappas flicka (okänt antal avsnitt 1997)
- Tv-serien Falkenswärds möbler (okänt antal avsnitt 2000)
- Tv-serien Cleo (okänt antal avsnitt 2002)
- Långfilmen Mannen som log (2003, visad i två delar på tv)
- Tv-serien Ulveson och Herngren (okänt antal avsnitt 2005)
- Tv-serien Poliser (2006, första fyra avsnitten)
- Tv-serien Playa del Sol (2007, fyra avsnitt)
- Bio-långfilmen Solstorm (2007)
- Tv-serien Svensson, Svensson (2007-2008, två avsnitt)
- TV-serien Guds tre flickor (2009-2010, samtliga avsnitt)
- Bio-långfilmen Hallonbåtsflyktingen (2014)
- 2023 – Familjen Knyckertz och snutjakten

## Teater

### Regi
| År   | Produktion                         | Upphovsmän   | Teater               |
| ---- | ---------------------------------- | ------------ | -------------------- |
| 2016 | Jobba för två One Man, Two Guvnors | Richard Bean | Gunnebo slottsteater |